# Photoscotosia amplicata
Photoscotosia amplicata là một loài bướm đêm trong họ Geometridae.